# Taşbasamak
Taşbasamak (türkisch für Steinstufe), (kurd. Mirzecan) ist ein Dorf im Landkreis Diyadin der türkischen Provinz Ağrı mit 540 Einwohnern (Stand: Ende 2024). Taşbasamak liegt in Ostanatolien, nahe dem Murat, auf einer Hochebene, 2.020 m über dem Meeresspiegel, ca. 8 km südwestlich von Diyadin.
Der ursprüngliche Name von Taşbasamak lautete Mirzecan. Der Name Mirzecan ist beim Katasteramt registriert.
1985 lebten in Taşbasamak 644 Menschen und 2009 hatte die Ortschaft 906 Einwohner.